# Сейди, Антони
Энтони Сейди (англ. Anthony Saidy; 16 мая 1937, Лос-Анджелес) — американский шахматист; международный мастер (1969). Восемь раз принимал участие в чемпионате США по шахматам, причём наилучшим его результатом было 4-е место.
В составе сборной США участник 16-й Олимпиады (1964) в Тель-Авиве.

## Изменения рейтинга
| Графики недоступны из-за технических проблем. См. информацию на Фабрикаторе и на mediawiki.org. |